# Gymnostachyum listeri
Gymnostachyum listeri là một loài thực vật có hoa trong họ Ô rô. Loài này được Prain mô tả khoa học đầu tiên năm 1900.